# Setenil de las Bodegas
Setenil de las Bodegas – miasto z grupy tzw. pueblos blancos na południu Hiszpanii w regionie Andaluzji w prowincji Kadyks. Przez miasto przebiega szlak turystyczny białych miast oraz przepływa tędy rzeka Guadalporcún. W mieście znajduje się wiele atrakcji turystycznych m.in.: jaskinie, dwa kościoły, twierdze oraz oryginalne uliczki pełne barów i restauracji, ciągnące się przez całe miasto.
Miateczko rozciąga się wzdłuż wąwozu rzeki Rio Trejo. W związku z czym, niektóre domy zostały zbudowane w ścianach skalnych samego wąwozu, powstałych w wyniku powiększania naturalnych jaskiń lub nawisów i dodawania zewnętrznego muru. Nietypowa architektura miejscowości stanowi dziś popularną atrakcję turystyczną.

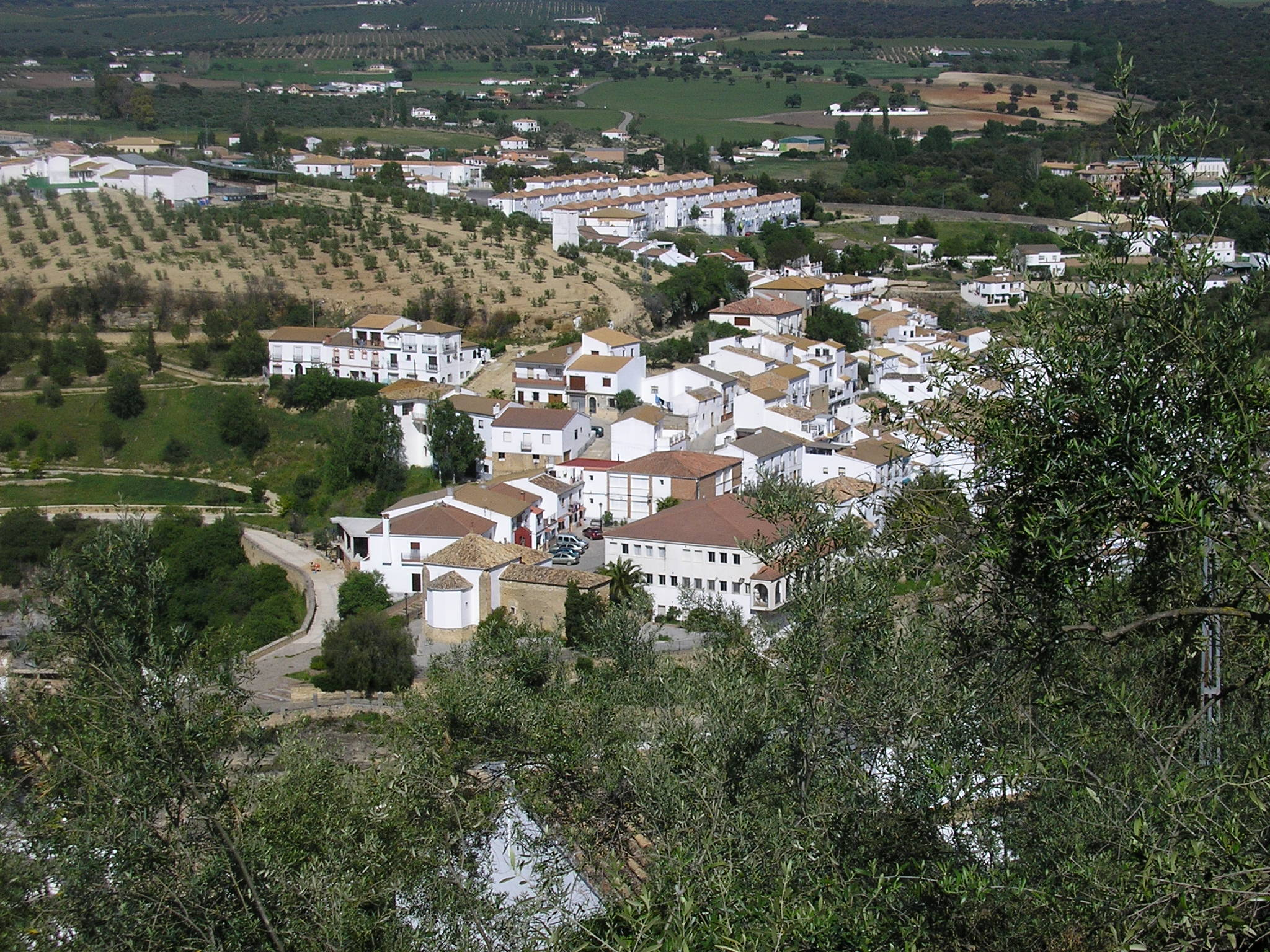
Widok na miasto

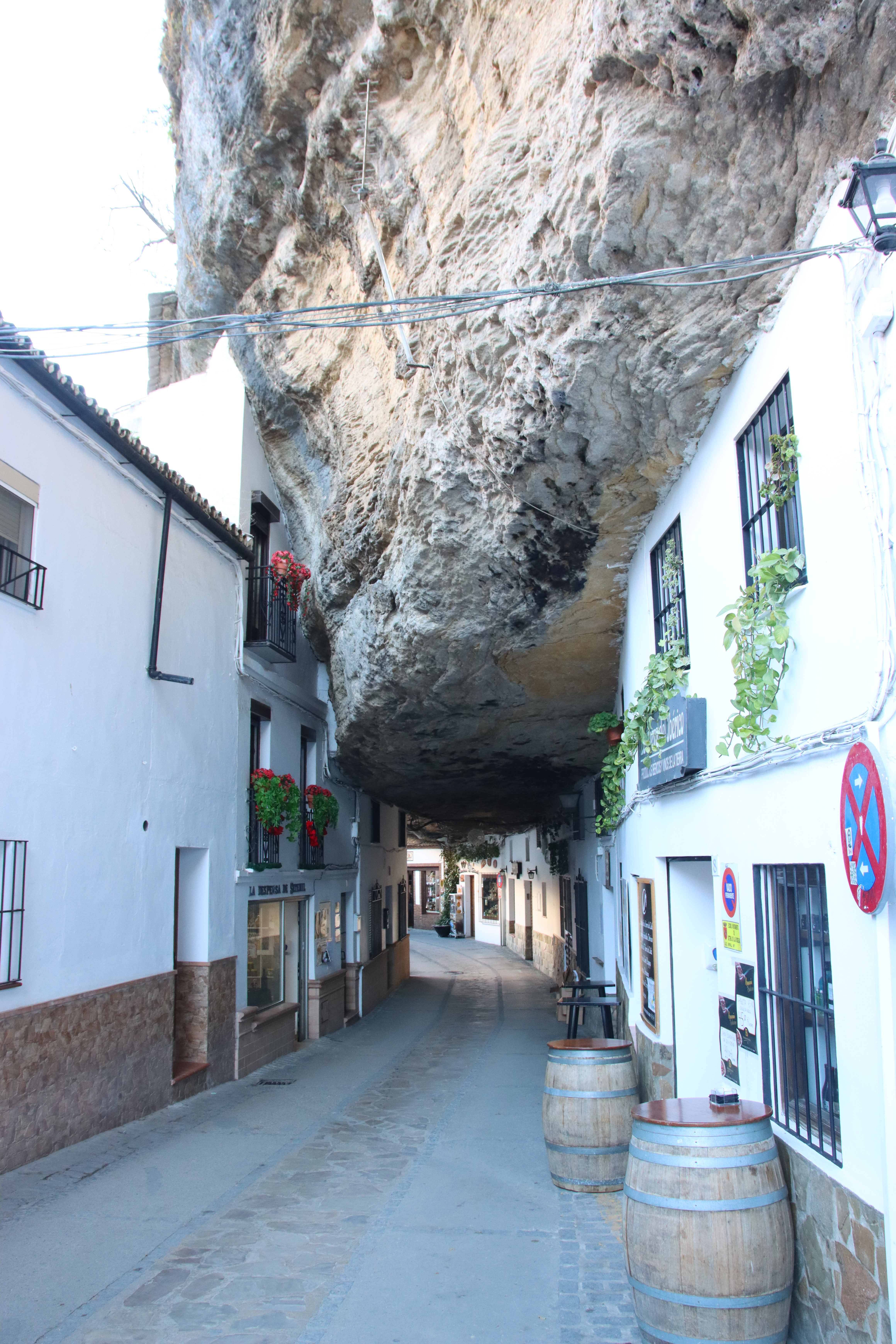
Skała zwisająca nad domami

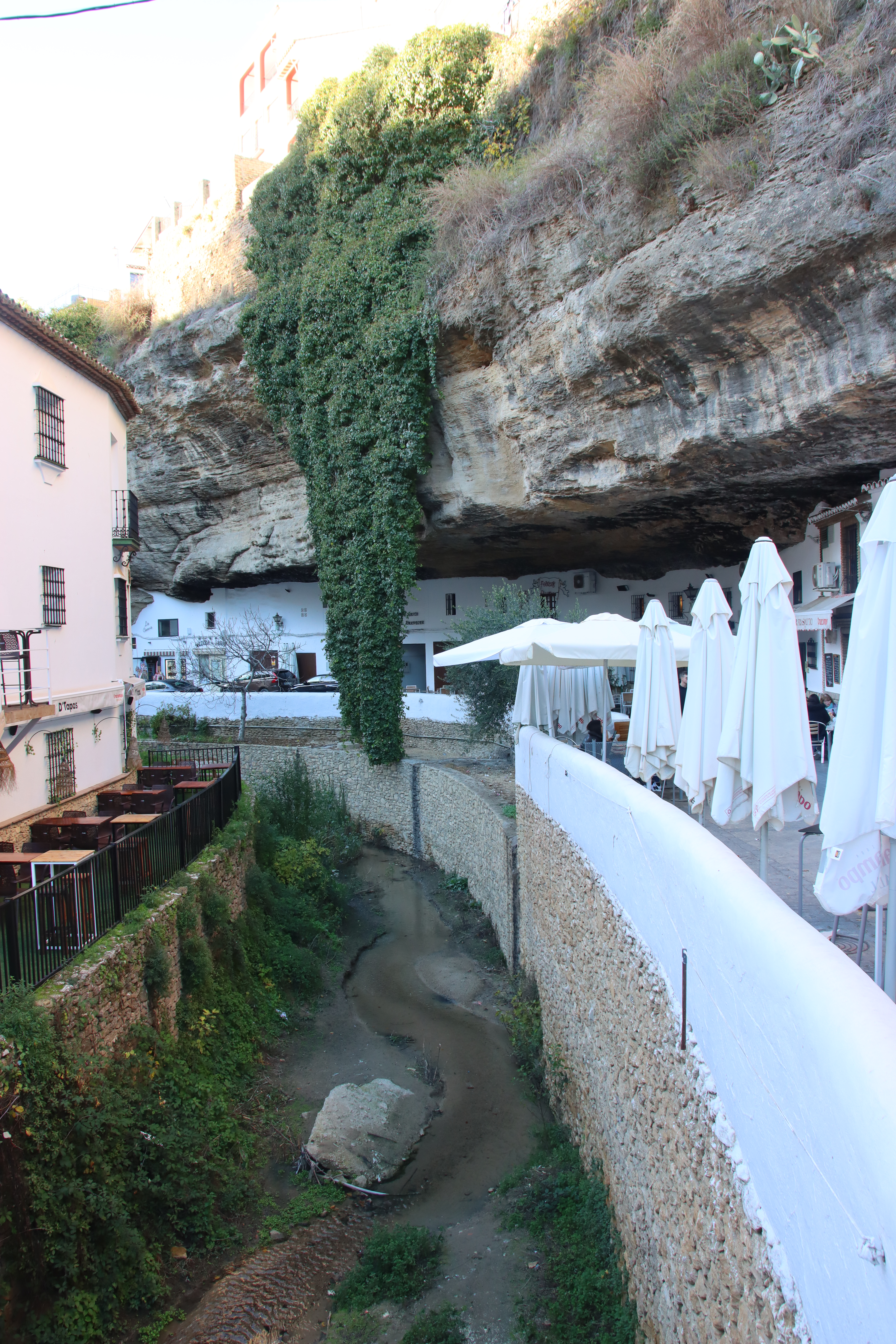
Rio Trejo i domy wbudowane w skały wąwozu